# Thappu
Le 'Thappu'(tamoul : தப்பு), ou Parai (tamoul : பறை) est l’un des plus vieux tambours utilisés, en particulier dans  le Tamil Nadu (tamoul : தமிழ் நாடு un État d'Inde du Sud, ainsi que dans le nord et l’est du Sri Lanka. L'instrument est considéré comme l'un des symboles de la culture tamoule, il désignait à son origine, principalement durant le règne Nayakkar du Sri Vijaya Rajasinha, un système de communication entre les tribus pour les avertir des dangers.

## Facture
Parai est constitué d'un cylindre en bois de neem, d'un diamètre de 35 cm, l'une des extrémités est fermée par une membrane taillée dans une peau de vache, et l'autre extrémité est laissée ouverte. La coque est composée, par trois pièces de bois en forme d'arc, maintenues solidairement avec trois plaques de métal. 

## Jeu
Dans le Kurunthokai tamoul : குறுந்தொகை, un  ouvrage de poésie tamoule classique, il est  mentionné que le parai était utilisé lors des cérémonies du mariage, lors des funérailles, ainsi que dans les fêtes religieuses pour invoquer les divinités dans les temples de Madras, dédié au dieu Shiva. Globalement le parai a été utilisé dans la danse, et au cours des événements sportifs. Un type de parai appelé Ari parai était utilisé au moment des récoltes pour faire fuir les oiseaux des champs. Il existe un parai appelé Perum parai qui se rencontre uniquement dans la région de Kongu Nadu au Tamil Nadu. 
Le parai se joue avec deux baguettes, une longue et mince bâton de bambou plat de 28 cm appelé « Sindu ou Sundu Kuchi » et un bâton court, épais appelé « Adi Kucchi » qui peut être fabriqué en bois, il mesure 18 cm. L’un plus gros Sundu Kuchi (tamoul :  சுண் குச்ச ) posé sur la partie supérieure du cadre, l'autre plus mince "Adi Kuchi" (tamoul :  குச்சி) qui est tenu sans serrer entre le pouce et trois autres doigts.

## Instruments semblables
Le nom de tambourin peut être donné à des instruments de musique semblables, comme :
- le bendir maghrébin ;
- le tar arabo-andalou ;
- la Musique indienne
- Maiyam Kalaikuzhu, Chennai [5],[6]
- Sakthi kalaikuzhu, Dindigul [7]
- Nimirvu Kalaiyagam, Coimbatore